# Zgodovina Wikipedije
Wikipedija, prosta spletna enciklopedija, je začela delovati 15. januarja 2001, dva dni po registraciji Jimmya Walesa in Larrya Sangerja kot prvih dveh uporabnikov. Najzgodnejši znani predlog za spletno enciklopedijo je leta 1993 podal Rick Gates, koncept brezplačne spletne enciklopedije (ki se razlikuje od zgolj odprtokodne) pa je prvič predlagal Richard Stallman decembra 2000.
Bistveno je, da je Stallmanov koncept posebej vključeval idejo, da nobena osrednja organizacija ne bi smela nadzirati urejanja. Ta značilnost je močno v nasprotju s sodobnimi digitalnimi enciklopedijami, kot so Microsoft Encarta, Encyclopædia Britannica in celo Bomisova Nupedia, ki je bila neposredna predhodnica Wikipedije. Leta 2001 je bila licenca za Nupedijo spremenjena v GFDL, Wales in Sanger pa sta Wikipedijo začela uporabljati s konceptom in tehnologijo wikija, ki ga je leta 1995 uvedel Ward Cunningham. Sprva je bila Wikipedija namenjena dopolnitvi Nupedije, spletnega enciklopedijskega projekta, ki so ga urejali izključno strokovnjaki, z zagotavljanjem dodatnih osnutkov člankov in idej zanj. V praksi je Wikipedia hitro prehitela Nupedijo, postala je globalni projekt v več jezikih in navdihnila številne druge spletne referenčne projekte.
Število mesečnih bralcev Wikipedije po vsem svetu znaša približno 495 milijonov. Po vsem svetu so septembra 2020 laboratoriji WMF za tekoči mesec našteli 15,5 milijarde ogledov strani. Po podatkih comScoreja Wikipedija samo iz Združenih držav Amerike mesečno prejme 117 milijonov edinstvenih obiskovalcev.

## Zgodovina

### Ozadje
Koncept zbiranja svetovnega znanja na enem mestu sega vse do Aleksandrijske in Pergamske knjižnice, toda sodobni koncept splošno razširjene tiskane enciklopedije izvira iz idej Denisa Diderota in francoskih enciklopedistov 18. stoletja. Zamisel o uporabi avtomatiziranih strojev onkraj tiskarne za izdelavo uporabnejše enciklopedije je lahko zaslediti v knjigi Paula Otleta iz leta 1934 Traité de documentation. Otlet je leta 1910 ustanovil tudi institucijo Mundaneum, ki je namenjena indeksiranju svetovnega znanja. Ta koncept enciklopedije s pomočjo strojev je bil nadalje razširjen v knjigi esejev HG Wells World Brain (1938) in prihodnji viziji mikrofilma Vannevarja Busha – temelji Memex v svojem eseju "Kot lahko mislimo" (1945). Drug mejnik je bil projekt Teda Nelsona za hipertekstualno zasnovo Xanaduja, ki se je začel leta 1960.
Napredek informacijske tehnologije konec 20. stoletja je privedel do sprememb v obliki enciklopedij. Medtem ko so prejšnje enciklopedije, zlasti Encyclopædia Britannica, temeljile na knjigah, je bila leta 1993 Microsoftova Encarta objavljena na CD-ROMu ter vsebovala hiperpovezave. Razvoj svetovnega spleta je privedel do številnih poskusov razvoja projektov internetne enciklopedije. Zgodnji predlog za spletno enciklopedijo je bil Interpedia leta 1993, ki ga je izvedel Rick Gates; ta projekt je propadel, preden je ustvaril kakršno koli enciklopedično vsebino. Zagovornik proste programske opreme Richard Stallman je leta 1999 opisal koristnost tovrstnega projekta kot »Brezplačne univerzalne enciklopedije in učnih virov«. Njegov objavljeni dokument »želi predstaviti, kaj mora storiti brezplačna enciklopedija, kakšne svoboščine mora dati javnosti in kako jo lahko začnemo razvijati«. V sredo 17. januarja 2001, dva dni po ustanovitvi Wikipedije, se je projekt GNUPedia Fundacije za prosto programsko opremo (FSF) povezal s konkurenco Nupediji, danes pa FSF spodbuja ljudi, naj »obiščejo in prispevajo k Wikipediji«.
Soustanovitelj Wikipedije Jimmy Wales je izjavil, da se je zametek koncepta Wikipedije zanj vrnil, ko je bil podiplomski študent na univerzi Indiana, kjer je bil navdušen nad uspehi odprtokodnega gibanja in našel Emacsov manifest Richarda Stallmana in njegovo spodbujanje brezplačne programske opreme in ekonomije izmenjave kot zelo zanimivo. Takrat je Wales študiral finančništvo in je bil navdušen nad spodbudami številnih ljudi, ki so kot prostovoljci prispevali k ustvarjanju brezplačne programske opreme, kjer je bilo veliko primerov z odličnimi rezultati.

### Oblikovanje projekta
Wikipedija je bila prvotno načrtovana kot napajalni projekt za Nupedijo, ki jo je ustanovil Wales, prejšnji projekt za izdelavo brezplačne spletne enciklopedije, ki ga je prostovoljno ponudilo podjetje Bomis, podjetje za spletno oglaševanje v lasti Jimmyja Walesa, Tima Shella in Michaela E. Davisa. Nupedija je bila ustanovljena z uporabo visoko usposobljenih sodelujočih prostovoljcev in dodelanim postopkom medsebojnega strokovnega pregleda v več korakih. Kljub poštnemu seznamu zainteresiranih urednikov in prisotnosti rednega glavnega urednika Larryja Sangerja, podiplomskega študenta filozofije, ki ga je Wales najel, je bilo pisanje vsebin za Nupedijo izjemno počasno, saj je bilo v prvem letu napisanih le 12 člankov. 

Wales in Sanger sta razpravljala o različnih načinih za hitrejše ustvarjanje vsebin. Zamisel o dopolnilu, ki temelji na wikiju, je nastala iz pogovora med Sangerjem in Benom Kovitzom. Ben Kovitz je bil računalniški programer in reden uporabnik revolucionarnega wikija Warda Cunninghama "WikiWikiWeb". Sangerju je na večerji v torek, 2. januarja 2001, razložil, kateri wikiji so bili takrat težko razumljivi koncepti. Wales je oktobra 2001 prvič izjavil, da je "Larry imel idejo, da bi uporabljal programsko opremo Wiki", čeprav je pozneje decembra 2005 izjavil, da ga je Jeremy Rosenfeld, uslužbenec Bomisa, seznanil s projektom. Sanger je menil, da bi bil wiki dobra platforma za uporabo, in na poštnem seznamu Nupedije predlagal, da se wiki, ki temelji na UseModWiki (takrat v. 0.90), postavi kot projekt "podajalnika" za Nupedijo. Pod temo "Naredimo wiki" je v sredo, 10. januarja, zapisal:
Ne, to ni nespodoben predlog. Ideja je dodati nekaj funkcije v Nupedijo. Jimmy Wales meni, da bi se marsikomu ideja zdela sporna, vendar mislim, da ne ... Kar zadeva uporabo Wikipedije v Nupediji, je to ultimativni "odprt" in preprost format za razvoj vsebine. Občasno smo razpravljali o idejah za preprostejše, bolj odprte projekte, ki bi nadomestili ali dopolnili Nupedijo. Zdi se mi, da je wikije mogoče uporabiti praktično takoj, potrebujejo zelo malo vzdrževanja in so na splošno zelo tvegani. So tudi potencialno odličen vir za vsebino. Kolikor lahko ugotovim, je malo slabosti.

### Ustanovitev Wikipedije
Uredniki in pregledovalci Nupedije so se precej upirali ideji, da bi Nupedijo povezali s spletnim mestom v slogu wiki. Sanger je predlagal, da se novemu projektu dodeli lastno ime Wikipedia, Wikipedia pa je bila kmalu predstavljena na lastni domeni wikipedia.com v ponedeljek, 15. januarja 2001. Pasovno širino in strežnik (v San Diegu), uporabljen za te začetne projekte, je prispeval Bomis. Številni nekdanji zaposleni v podjetju Bomis so kasneje prispevali vsebino k enciklopediji: to sta bila predvsem Tim Shell, soustanovitelj in kasnejši izvršni direktor podjetja Bomis, in programer Jason Richey.  
Wales je decembra 2008 izjavil, da je prvič uredil Wikipedijo, preizkusno z besedilom "Pozdravljen, svet!", Vendar je to urejanje morda veljalo za staro različico Wikipedije, ki je bila kmalu zatem ukinjena in nadomeščena s ponovnim zagonom; "Pozdravljen svet?". Obstoj projekta je bil uradno objavljen, poziv za prostovoljce k ustvarjanju vsebin pa 17. januarja 2001 na poštni seznam Nupedija.
Projekt je prejel veliko novih udeležencev, potem ko je bil julija 2001 omenjen na spletni strani Slashdot, marca 2001 pa je že dve manjši omembi. Nato je 25. julija prejel pomemben napotek na zgodbo na spletnem mestu za tehnologijo in kulturo Kuro5hin, ki ga je uredila skupnost. Med temi sorazmerno hitrimi pritoki prometa je prihajalo do stalnega pretoka prometa iz drugih virov, zlasti iz Googla, ki je vsak dan na spletno mesto poslal stotine novih obiskovalcev. Njeno prvo glavno medijsko poročanje je bilo v The New York Timesu, 20. septembra 2001. 
Projekt je dobil svoj tisoči članek okoli ponedeljka 12. februarja 2001, okoli 7. septembra pa je dosegel 10.000 člankov. V prvem letu njegovega obstoja je bilo ustvarjenih več kot 20.000 enciklopedijskih prispevkov - stopnja več kot 1.500 člankov na mesec. V petek, 30. avgusta 2002, je število člankov doseglo število 40.000.
Najzgodnejše spremembe Wikipedije so bile dolgo izgubljene, saj je prvotna programska oprema UseModWiki po približno enem mesecu izbrisala stare podatke. V torek, 14. decembra 2010, je razvijalec Tim Starling našel varnostne kopije v SourceForge, ki vsebujejo vse spremembe Wikipedije od njene ustanovitve od januarja 2001 do 17. avgusta 2001. Pokazal je, da je bil prvi popravek na strani HomePage 15. januarja 2001 z napisom "To je nova WikiPedia!". Ta popravek je bil uvožen leta 2019 in ga najdete na strani HomePage. 
Prvi trije popravki, ki so bili znani pred odkritjem Tima Starlinga, so:
- Na strani Wikipedia: UuU ob 20:08, 16. januarja 2001

- Na strani TransporT ob 20:12, 16. januarja 2001

- Na strani Uporabnik: ScottMoonen ob 21:16, 16. januarja 2001

### Delitve in internacionalizacija
Zgodaj v razvoju Wikipedije se je začela širiti na mednarodni ravni, z ustvarjanjem novih imenskih prostorov, vsak z ločenim naborom uporabniških imen. Prva poddomena, ustvarjena za neangleško wikipedijo, je bila deutsche.wikipedia.com (ustvarjena v petek, 16. marca 2001, 01:38 UTC), po nekaj urah je sledila Catalan.wikipedia.com (ob 13:07 UTC). Japonska Wikipedija, ki se je začela kot nihongo.wikipedia.com, je bila ustvarjena okoli tega obdobja in je sprva uporabljala samo latinizirano japonščino. Približno dva meseca je bil v katalonščini največ člankov v neangleškem jeziku, čeprav statistika tega zgodnjega obdobja ni natančna. Francoska Wikipedija je bila ustvarjena 11. maja 2001 ali okrog nje, v valu novih jezikovnih različic, ki so vključevale tudi kitajščino, nizozemščino, hebrejščino, italijanščino, portugalščino, ruščino, španščino in švedščino. Tem jezikom sta se kmalu pridružila še arabščina in madžarščina. Septembra 2001 se je v sporočilu zavezala k večjezični določitvi Wikipedije, ki je uporabnike obvestila o prihajajoči uvedbi wikipedij za vse večje jezike, vzpostavitvi temeljnih standardov in prizadevanju za prevod osnovnih strani za nove wikije. Konec tega leta, ko so se začele beležiti mednarodne statistike, so bile objavljene različice za afrikansko, norveščino in srbščino. Slovenska različica Wikipedije je bila ustvarjena 26. februarja 2002. 
Januarja 2002 je bilo 90 % vseh člankov v Wikipediji v angleščini. Do januarja 2004 je bilo manj kot 50 % Angležev in ta internacionalizacija se je z naraščanjem enciklopedije še naprej povečevala. Od leta 2014 je približno 85,5 % vseh člankov v Wikipediji v neangleških različicah Wikipedije.

### Razvoj Wikipedije
Marca 2002 je Larry Sanger po umiku financiranja s strani Bomisa med dot-com propadom zapustil Nupedijo in Wikipedijo. Do leta 2002 sta se Sanger in Wales razlikovala v svojih pogledih na to, kako najbolje upravljati odprte enciklopedije. Oba sta še vedno podpirala koncept odprtega sodelovanja, vendar se nista strinjala glede ravnanja z motečimi uredniki, posebnih vlog strokovnjakov in najboljšega načina za vodenje projekta do uspeha. 
Wales je urednike v Wikipediji vzpostavil samoupravljanje in usmerjanje od spodaj navzgor. Jasno je povedal, da ne bo vključen v vsakodnevno upravljanje skupnosti, ampak jo bo spodbudil, da se nauči samoupravljati in najti svoje najboljše pristope. Od leta 2007 Wales svojo vlogo večinoma omejuje na občasne prispevke o resnih zadevah, izvršni dejavnosti, zagovarjanju znanja in spodbujanju podobnih referenčnih projektov.
Sanger pravi, da je »vključevalec« in je odprt za skoraj vse. Predlagal je, da imajo strokovnjaki še vedno mesto v svetu Web 2.0. Za kratek čas se je vrnil v akademske kroge in se nato pridružil fundaciji Digital Universe. Leta 2006 je Sanger ustanovil Citizendium, odprto enciklopedijo, ki je uporabila resnična imena sodelavcev, da bi zmanjšala moteče urejanje, in upal, da bo olajšal "nežne strokovne napotke" za povečanje natančnosti njegove vsebine. Odločitve o vsebini člankov naj bi bile odvisne od skupnosti, spletna stran pa naj bi vsebovala izjavo o "družinam prijazni vsebini". Že zgodaj je izjavil, da namerava Citizendium zapustiti čez nekaj let, do takrat pa naj bi bil projekt in njegovo vodstvo verjetno vzpostavljeno.

### Organizacija
Projekt Wikipedija je v svojem življenju hitro rasel na več ravneh. Vsebina je organsko rasla z dodajanjem novih člankov, dodani so bili nove različice Wikipedije v angleškem in neangleškem jeziku in ustanovljeni so bili celotni novi projekti, ki posnemajo te metode rasti na drugih sorodnih področjih (novice, citati, priročniki itd.) prav tako. Wikipedija je sama zrasla z ustanovitvijo fundacije Wikimedia, ki deluje kot krovno telo, in z rastjo programske opreme in politik za potrebe uredniške skupnosti. 

### Razvoj logotipa
- Logotip angleške wikipedije
- Logotip Wikipedije